# 존 폭스
존 폭스(John Foxe, 1516년 혹은 1517년 ~ 1587년 4월 18일)는 잉글랜드의 역사학자이다.

## 저서
- 행적과 유적들을 통해서 본 교회사(History of the Acts and Monuments of the Church)
- 폭스의 순교사